# USS Dewey
Zwei Schiffe der United States Navy trugen den Namen USS Dewey, nach Admiral George Dewey:
- USS Dewey (YFD-1), ein Schwimmtrockendock, in Dienst von 1905 bis 1942
- USS Dewey (DD-349), Zerstörer der ersten Farragut-Klasse, in Dienst von 1934 bis 1945
- Dewey (Schiff, 1959), Zerstörer der zweiten Farragut-Klasse, in Dienst von 1959 bis 1990
- USS Dewey (DDG-105), Zerstörer der Arleigh-Burke-Klasse, in Dienst seit 2010